# Echidnopsis globosa
Echidnopsis globosa là một loài thực vật có hoa trong họ La bố ma. Loài này được Thulin & Hjertson mô tả khoa học đầu tiên năm 1995.